# John B. Preston
John B. Preston a été le premier Géomètre-expert du territoire de l'Oregon, dans l'ouest des États-Unis.
Il fut désigné par le président Millard Fillmore pour créer un système de mesure du territoire. Après avoir perdu ce poste en 1853, il est retourné dans l'anonymat.

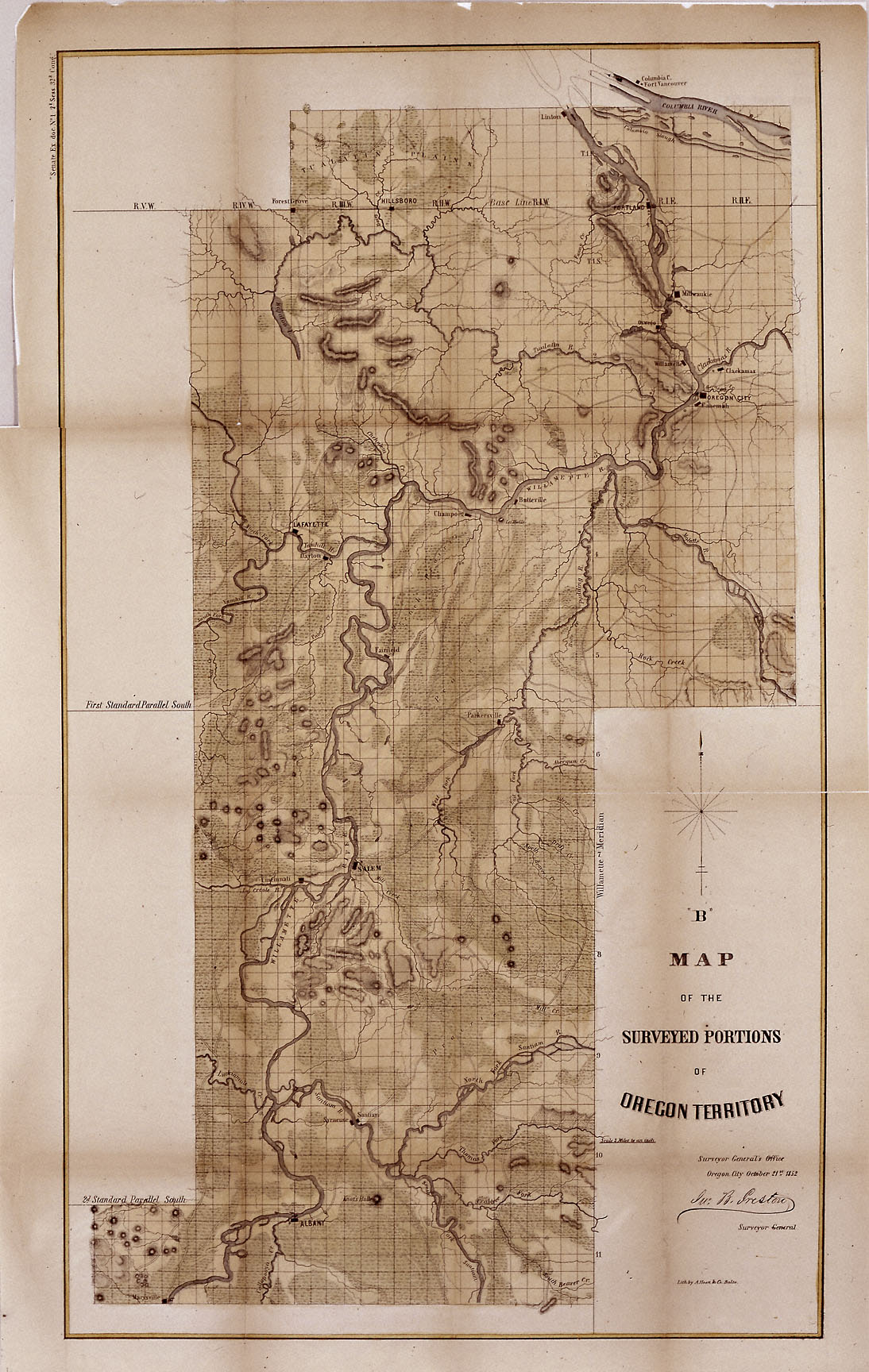
Carte de l'Oregon (1852)

## Source
- (en) Cet article est partiellement ou en totalité issu de l’article de Wikipédia en anglais intitulé « John B. Preston » (voir la liste des auteurs).